# Sangha
|  | No s'ha de confondre amb Sangha-Mbaéré. |

Sangha (संघ saṃgha) és una paraula del pali o sànscrit que pot ser traduïda com "associació", "assemblea" o "comunitat". S'usa comunament per a referir-se a grups budistes o jainistes. Tradicionalment en el budisme el terme pot fer referència a la sangha monàstica formada per persones que han estat ordenades monjos o monges, també pot usar-se en un sentit més ampli per designar el conjunt de tots aquells (monjos o laics) que posseeixen o cerquen algun grau de realització; aquesta última definició és coneguda també com a arya-sangha ("Comunitat dels nobles") o sangha noble, per oposició al conjunt de deixebles que no han assolit encara els estadis més elevats del camí, anomenats "fruits".
Els budistes consideren la sangha com la principal responsable de conservar els ensenyaments originals de Buda, mantenint-ne la integritat, traduint-los, fent-los avançar i difonent-los.

## Qualitats de la sangha
En el budisme, el Buda, el Dharma i la Sangha són coneguts com els tres tresors del budisme als quals s'atribueixen certes característiques, que són objecte de recitació (diàriament o en els dies de Uposatha, depenent de l'escola budista). En la tradició Theravada són part dels cants diaris:
La sangha dels deixebles (Sravakas) del Beneït (Bhagavant):
1. practica el bon camí
2. practica el camí honrat
3. practica el camí concebible o lògic
4. practica el camí apropiat

Així són, els quatre parells de persones, els vuit tipus d'individus -Aquesta sangha de deixebles del Beneït és:
1. mereixedora d'obsequis
2. mereixedora d'hospitalitat
3. mereixedora d'ofrenes
4. mereixedora de salutació reverencial
5. l'insuperable camp de mèrit per al món.[1]

## Tradició monàstica

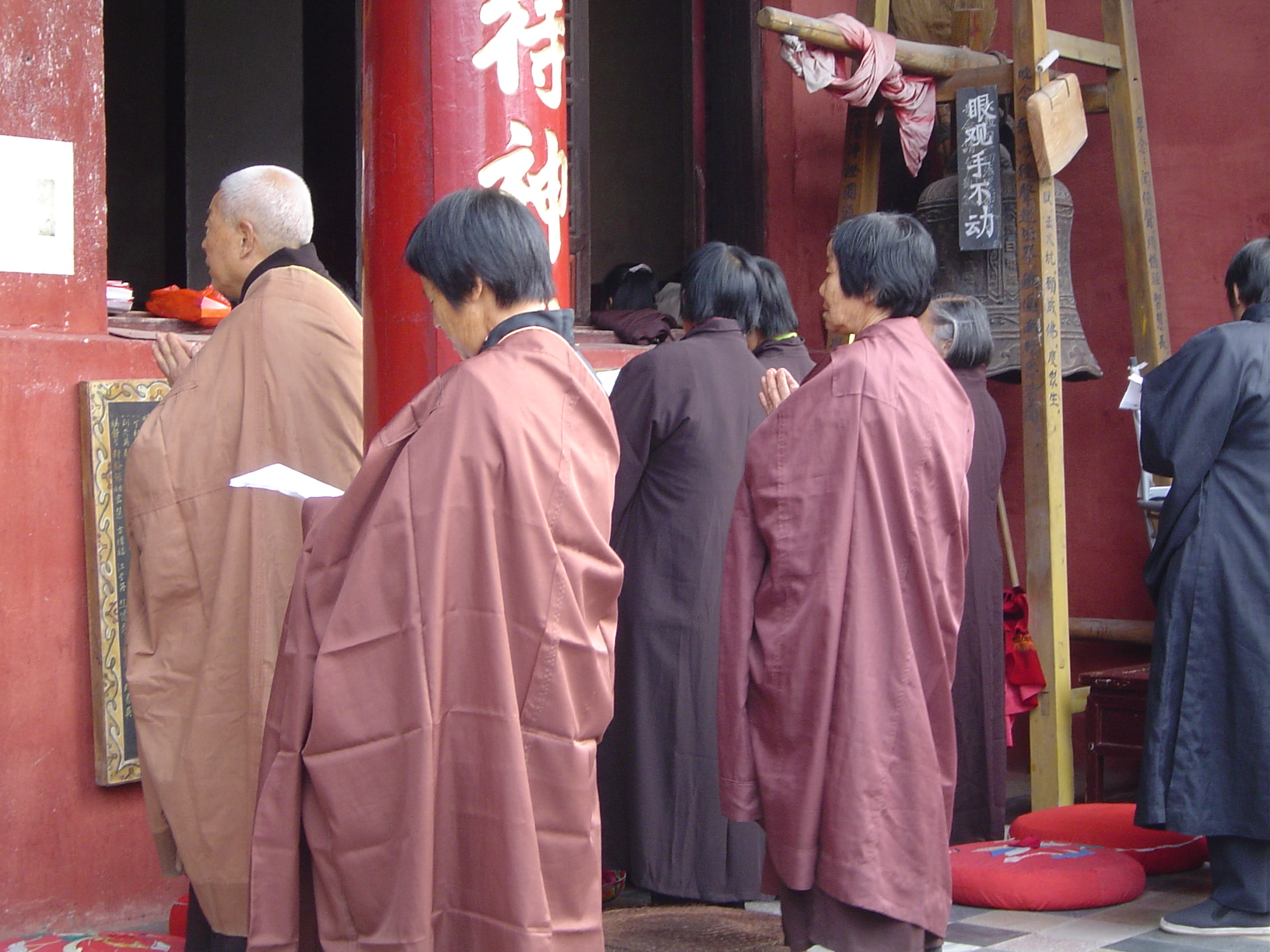
Monges executant una curta cerimònia de cant en el temple dels tres ancestres, província d'Anhui, Xina

Els budistes consideren tradicionalment la vida monàstica com un dels ambients més adequats per a avançar cap a la il·luminació, ja que ajuda a allunyar-se de les temptacions del món.
La sangha de monjos i monges fou establerta originalment pel Buda Gautama al segle V aC com a mitjà per a les persones desitjoses de dedicar-se a practicar el Dharma, de forma disciplinada i alliberades de les obligacions de la vida domèstica i familiar. També compleix la funció de preservar els ensenyaments i servir com a exemple i suport espiritual a la comunitat laica.
La característica principal del budisme monàstic és la seua adherència al vinaya, un conjunt complex de normes de conducta entre les quals figuren la castedat total i l'alimentació solament abans del migdia. Entre el migdia i l'endemà, la regla determina una vida estricta d'estudi de les escriptures, cants, meditació i ocasionalment tasques de neteja i altres deures de la sangha. Trencar les regles pot implicar penalitzacions que van des de la confessió fins a l'expulsió permanent de la Sangha. El fundador de la secta japonesa Tendai va decidir reduir les normes a prop de 60 (Enkai). A l'era Kamakura, diverses sectes (Zen, Terra Pura i Nichiren), que derivaven de la secta Tendai, van abolir el vinaya per complet i són dirigides per ministres (o sacerdots) en comptes de monjos.
Els monjos i monges han de renunciar a totes les seves possessions excepte uns mínims indispensables (idealment, tres peces de roba feta a partir de roba de segona mà, un bol per a recaptar aliments, un cinturó de drap, agulla i fil, una fulla per a afaitar-se el cap i un filtre d'aigua). En la pràctica, poden arribar a tenir algunes poques coses més. En l'actualitat és molt comú que els monjos, sobretot els qui segueixen una carrera d'estudis, disposin d'eines com ordinadors i tauletes, a més de telèfon mòbil i d'altres aparells.
Tradicionalment els budistes monàstics prefereixen vestir túniques en comptes de roba comuna. Originalment les túniques eren fetes de trossos de roba vella cosits i tenyides amb terra. La idea que les túniques eren tenyides amb safrà no sembla creïble, ja que aquest era i segueix sent un article molt costós i els monjos eren pobres. El color de la túniques modernes varia d'una comunitat a altra (el taronja és característic dels grups del sud-est asiàtic Theravada, marró en el Tibet, gris en Corea, etc.)
Les llengües occidentals han incorporat la paraula bonze, derivada del japonès bonsō ("sacerdot, monjo"), per designar els membres de la Sangha, especialment els del Japó, Xina i la Indonèsia francesa. Ells mateixos, però, s'anomenen amb el mot pali bhikkhu, en femení és bhikkhunī, o en sànscrit bhikṣu, bhikṣunī. El seu significat literal és "captaire", i en efecte és habitual que els bhikkhus mendiquin per alimentar-se. En alguns llocs açò ha esdevingut un elaborat ritual en el qual els laics alimenten als monjos per a així obtenir mèrits que els oferisquen una reencarnació afortunada. Encara que els monjos de l'Índia tradicionalment viuen de l'almoina, el costum va perdre força en estendre’s el budisme més a l'orient. Així a la Xina i als països veïns els monjos comencen a dedicar-se a l'agricultura.

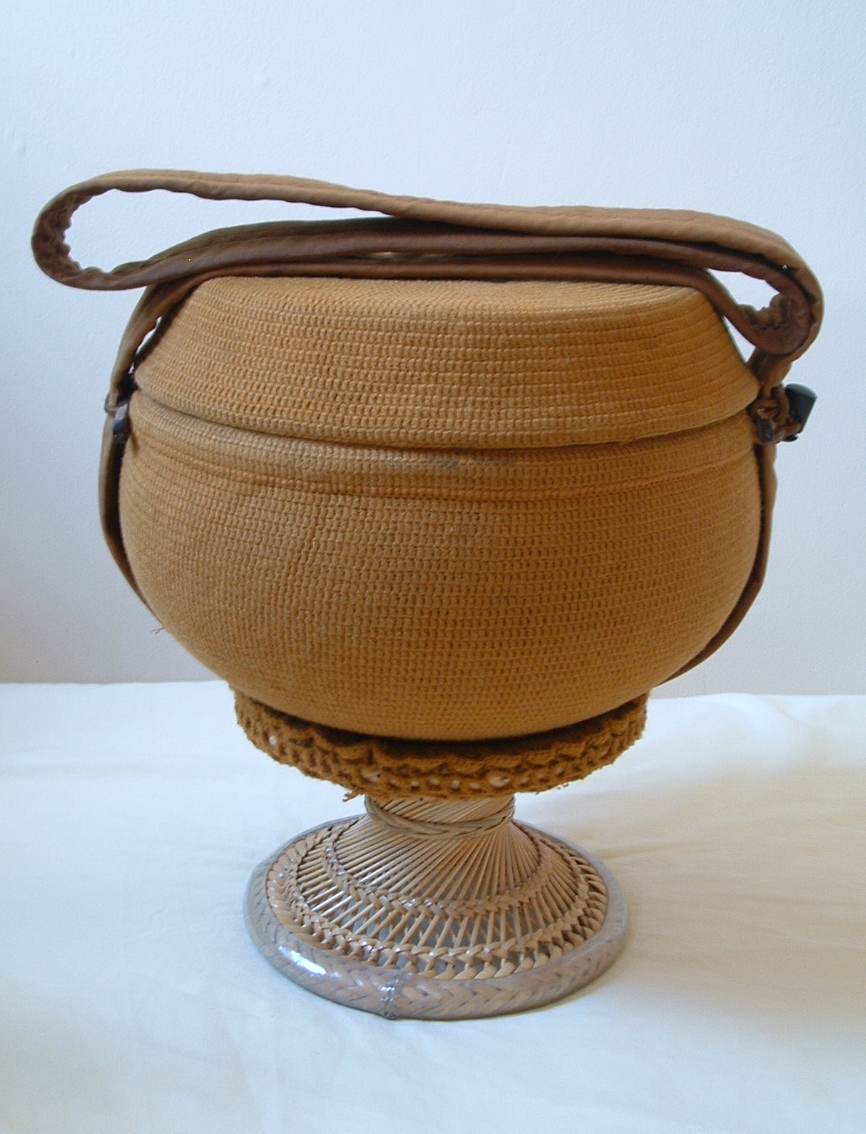
Un bol usat pels membres de la sangha.

La idea que tots els budistes, especialment monjos i monges, practiquen el vegetarianisme és una equivocació occidental. En alguns sutres Mahayana en sànscrit es desaconsella fortament el consum de carn, però en el Cànon Pali Buda rebutja específicament el suggeriment de Devadatta d'imposar el vegetarianisme a la Sangha. Els textos pali mostren el mateix Buda consumint carn. Segons aquests, l'única limitació que el Buda imposa als membres de la Sangha respecte als aliments donats pels laics és la de no menjar animals que sàpiguen o sospitin que han estat sacrificats específicament per a ells. En conseqüència, la tradició Theravada (Sri Lanka, Tailàndia i Birmània), seguidora de les escriptures en pali, no practica el vegetarianisme, sense que això impedeixi que els seus seguidors puguin fer-ho per elecció individual. D'altra banda, les tradicions Mahayana i Vajrayana accepten les dues escriptures Theravada i Mahayana i, per tant, la pràctica varia d'acord amb la interpretació dels sutres. En algunes àrees com la Xina i Vietnam s'espera que la Sangha practique un vegetarianisme estricte, mentre que en unes altres com el Japó, Corea o Tibet, no.
En la concepció budista, si bé la comunitat laica és la responsable de la producció de béns i serveis en la societat, i de la criança dels xiquets, en el seu si també és possible assolir la il·luminació: d'acord amb els sutres Mahayana, el Buda sempre va mantenir que les persones laiques eren capaces de gran saviesa en el Bodhidharma i d'arribar-hi. En occident s'ha interpretat erròniament que el corrent Theravada considera que la il·luminació és una meta impossible fora de la Sangha. Açò és incorrecte, en els sutras Theravada està clarament registrat que l'oncle del Buda, qui era un seguidor laic, va arribar la il·luminació escoltant el discurs de Buda.
Com que la distinció entre la Sangha pròpiament dita i les persones laiques és important, es considera més apropiat referir-se a la comunitat budista amb el terme pali parisā, que significa literalment "assemblea" o "seguici" i designa els quatre grups de seguidors del Buda: monjos, monges, homes laics i dones laiques. En la parisā, els monjos ensenyen i aconsellen els laics quan se’ls demana, i els darrers ofereixen donacions per al sosteniment de la Sangha. Aquesta relació s'ha comparat amb una espècie de matrimoni que ha sostingut el budisme fins avui.

## Procés d'ordenació
Quan un jove aspira a unir-se a la sangha de monjos, un bhikkhu l'ordenarà primer com un sāmaṇera (novici) bé siga per un any o fins que arribe a l'edat de 20 anys. Si és considerat acceptable i apte per a la vida monàstica, rebrà un ordenament complet i viurà sota les regles monàstiques del pātimokkha (227 regles per a monjos Theravada), les quals estan consignades en el Tipiṭaka.
En el cas de les dones, d'acord amb la tradició Theravada, la seva ordenació com a sāmaṇerī la fan conjuntament un bhikkhu i una bhikkhunī. El vinaya Theravada té 311 regles de disciplina per a les bhikkhunis.

## Rol de la dona en la Sangha
Encara que sempre el budisme ha mantingut que les dones són tan capaces d'arribar a la il·luminació com els homes, els textos canònics descriuen el Buda poc inclinat a permetre que les dones s'uniren a la Sangha. Així, es negava a ordenar la seua tia i mare adoptiva Mahā Pajāpati Gotamī, però davant les seves moltes súpliques i les de la seua cosina i assistent Ananda, qui li donava suport, el Buda va cedir i ordenà Maha Pajapati i altres dones com monges. És interessant ressaltar que aquesta va ser una de les poques ocasions en les quals es recorde a Buda canviant de parer. El Buda va establir després la condició que cada nou ordenament fora sancionat per un grup d'almenys cinc bhikkhunis.
Hi ha hagut moltes interpretacions de la reticència de Buda a ordenar dones, entre elles que es deguera al temor que una comunitat de dones no es trobaria segura en la societat del seu temps. D'acord amb les escriptures, la raó que el mateix Buda va donar era que la inclusió de les dones afebliria la Sangha i n'escurçaria la vida, i per això va establir estrictes regles subordinant les monges als monjos.
Abans de l'era moderna, la Sangha de Bhikkhunis es va espargir per la majoria dels països budistes, amb excepcions notables com Tailàndia i el Tibet. No obstant això, a Sri Lanka va desaparèixer en el segle XI durant una guerra civil i no s'hi va tornar a instaurar. En conseqüència, com que el budisme Theravada es va difondre posteriorment a Tailàndia des de Sri Lanka, la Sangha Theravada està formada solament per monjos.
En dècades recents, hi ha hagut un seriós intent de reviure la Sangha Bhikkhuni Theravada amb l'ajut de bhikkhunis Mahayana del llinatge xinès. La Sangha femenina s'havia introduït a la Xina des de Sri Lanka l'any 433 aC, seguint el Dharmaguptaka Vinaya, i posteriorment s'havia estès per Corea, Taiwan, Vietnam i el Japó. Aquesta moderna reintroducció ha resultat en una menuda però pròspera comunitat de monges a Sri Lanka, a partir de la qual es va ordenar la primera monja budista Theravada en la història de Tailàndia, la Venerable Dhammananda. Tanmateix, aquestes ordenacions són força qüestionades pels corrents conservadors Theravada.
Mentrestant, un procés similar ha produït l'ordenament de les primeres bhikkhunis en el budisme tibetà, on solament existia l'ordenament de novícies. En occident, on el feminisme ha estat una influència molt forta, hi ha hagut diverses monges budistes notables: dos bons exemples són Pema Chodron i Ayya Khema.